# Kryptex

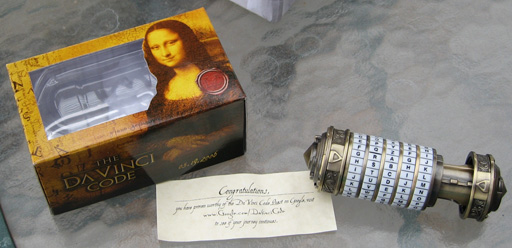
Replika kryptexu

Slovo kryptex je neologismem vytvořeným autorem Danem Brownem pro svůj román z roku 2003 Da Vinciho kód. Označuje přenosnou schránku, která slouží ke skrytí tajných zpráv. V českém překladu románu není význam slova úplně objasněn, je pouze domněnka jedné z postav, že souvisí se slovem "kryptologie". Podle knihy jde o vynález Leonarda da Vinciho.
První fyzický kryptex vytvořil Justin Kirk Nevins v roce 2004.

## Design a funkce
V českém překladu Da Vinciho kódu je kryptex popisován jako "válec z leštěného bílého mramoru velký zhruba jako pouzdro na tenisové míčky. (...) Šlo vlastně o pět mramorových kotoučů velkých jako kobliha a vsazených do jemného mosazného rámu. Celek trochu připomínal trubičku kaleidoskopu se zaměnitelnými kolečky. Na obou koncích sedělo mramorové víčko, takže dovnitř nebylo vidět. Ale vzhledem k tomu, že uvnitř šplouchala nějaká tekutina, dalo se předpokládat, že válec je dutý. (...) Na každém kotouči byla vyvedená celá abeceda." Kotoučky s abecedou slouží jako kódový číselný zámek, jde pouze o asociaci, kdy existuje 265 možností správného kódu (anglická abeceda obsahuje 26 písmen), tedy necelých 12 milionů a kód není tvořen čísly, ale pouze písmeny. Heslo k otevření kryptexu může být smysluplné slovo, ale i nesmyslný shluk písmen.
Kryptex obsahuje tajnou zprávu psanou zpravidla na papyru. Tekutina, která je zmíněna v knize, je ocet. V případě, že se do 
kryptexu někdo snaží vniknout násilím či jiným nesprávným způsobem, lahvička s octem se rozbije a zničí tak zprávu uvnitř.